# Saint-Fulgence
Pour les articles homonymes, voir Fulgence.
Saint-Fulgence est une municipalité du Québec située dans la MRC du Fjord-du-Saguenay au Saguenay–Lac-Saint-Jean. Étant l'un des premiers villages situés à l'Est de Saguenay longeant la rive nord de la rivière du même nom, il est aussi connu sous le nom de Saint-Fulgence de L'Anse-au-Foin. La municipalité est membre de la Fédération des Villages-relais du Québec.

## Toponymie
La Commission de toponymie du Québec écrit à son propos : « En adoptant cette appellation, on a voulu évoquer Claudius Fulgentius (467-533), évêque de Ruspe (507), en Afrique du Nord. Cet écrivain latin chrétien est considéré comme l'un des meilleurs théologiens du VIe siècle. On a dérivé de ce patronyme le gentilé Fulgencien, usité anciennement sous la forme Saint-Fulgencien. Cependant, l'endroit était primitivement connu sous le nom de L'Anse-au(x)-Foin(s), parce que du foin sauvage poussait en abondance sur les battures de l'anse où la localité se situe. L'érosion et surtout le fait du relèvement isostatique en cours depuis la fin des glaciations sont venus à bout de la batture. »

## Histoire
Le territoire de Saint-Fulgence fut colonisé en 1839. Le 1er janvier 1873, a été constituée la municipalité de paroisse de Saint-Fulgence.
En 1947, la municipalité de village de Saint-Fulgence se détache de la paroisse du même nom.
Le 1er mai 1973, le village et la paroisse de Saint-Fulgence fusionnent pour devenir la municipalité de Saint-Fulgence.
En 2014, Saint-Fulgence souligne son 175e anniversaire de fondation.

### Héraldique
| Faire notre part |
| ---------------- |

| L'écu de Saint-Fulgence se blasonne ainsi : D'azur au billot d'or posé en fasce et à la gerbe du même brochant posée en pal; au chef de sinople en forme d'anse embrasant une mer d'argent hissant de senestre chargée d'un petit navire à deux mâts désarmé de sable. |

## Géographie

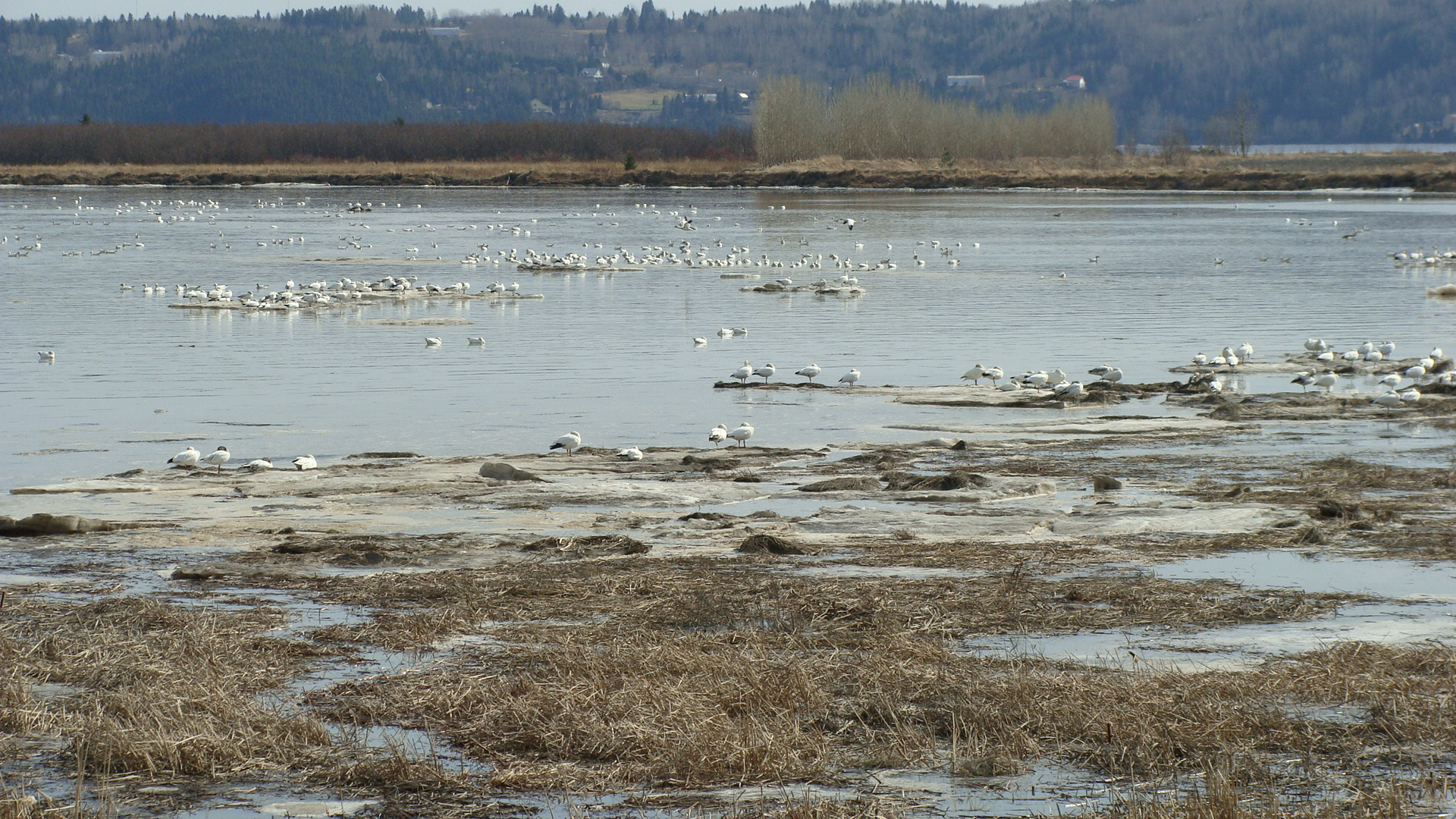
Oiseaux dans les battures de Saint-Fulgence.

Les eaux salées du fleuve Saint-Laurent et les eaux douces du Lac Saint-Jean se rencontrent à Saint-Fulgence. Les battures ainsi créées forment un milieu propice à l'alimentation de plusieurs espèces animales, surtout des oiseaux.
Le refuge faunique des Battures-de-Saint-Fulgence est un lieu de protection pour la sauvagine. Par ses composantes naturelles propres, il réunit de plus des oiseaux tels le bruant à queue aiguë et le râle jaune, de même qu'une plante unique dans la région du Saguenay-Lac-Saint-Jean, la salicorne d'Europe. La scirpe d'Amérique y est de même présente.
Le marais intertidal (niveau inférieur) se délimite du marais côtier (niveau supérieur) par une dénivellation d'argile, sur toute sa longueur, visible du sentier des Battures, à marée basse. Il se distingue ainsi du second par un environnement entièrement et régulièrement recouvert par les eaux des marées quotidiennes.

## Démographie
| 1996  | 2001  | 2006  | 2011  | 2016  | 2021  |
| ----- | ----- | ----- | ----- | ----- | ----- |
| 2 078 | 2 003 | 2 024 | 1 949 | 2 071 | 2 061 |

## Administration
Les élections municipales se font en bloc et suivant un découpage de six districts.
| Saint-Fulgence Maires depuis 2002                                                                                    |                |         |          |
| Élection | Maire          | Qualité | Résultat |
| 2002 | Gisèle Girard  |         | Voir     |
| 2005 | Gilbert Simard |         | Voir     |
| 2009 | Gilbert Simard | Voir    |          |
| 2013 | Gilbert Simard | Voir    |          |
| 2017 | Gilbert Simard | Voir    |          |
| 2021 | Serge Lemyre   |         | Voir     |
| Élection partielle en italique Depuis 2005, les élections sont simultanées dans toutes les municipalités québécoises |                |         |          |

## Attraits

### Loisirs

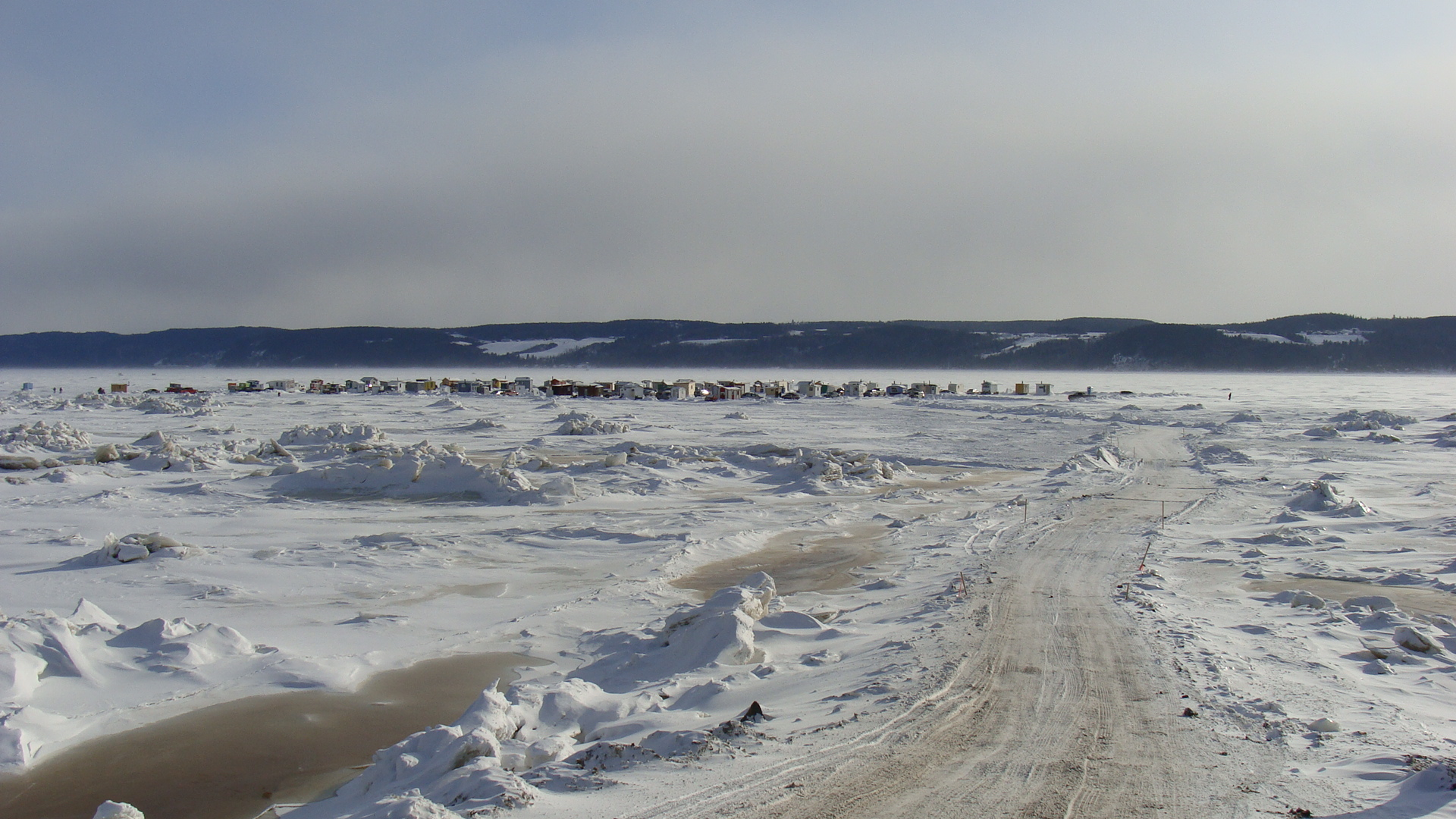
Village sur glace de Saint-Fulgence.

Saint-Fulgence accueille plusieurs amateurs de pêche blanche. Chaque hiver, des dizaines de cabanes à pêche sont installées sur la rivière Saguenay.
La municipalité comprend également le Parc Aventures Cap-Jaseux, popularisé par son parcours d'arbre-en-arbre. C'est également l'un des seuls endroits au Canada offrant l'hébergement en sphères suspendues.
De plus, pour les amants de la nature, le Parc national des Monts-Valin se trouve sur le territoire de Saint-Fulgence.

### Arboretum

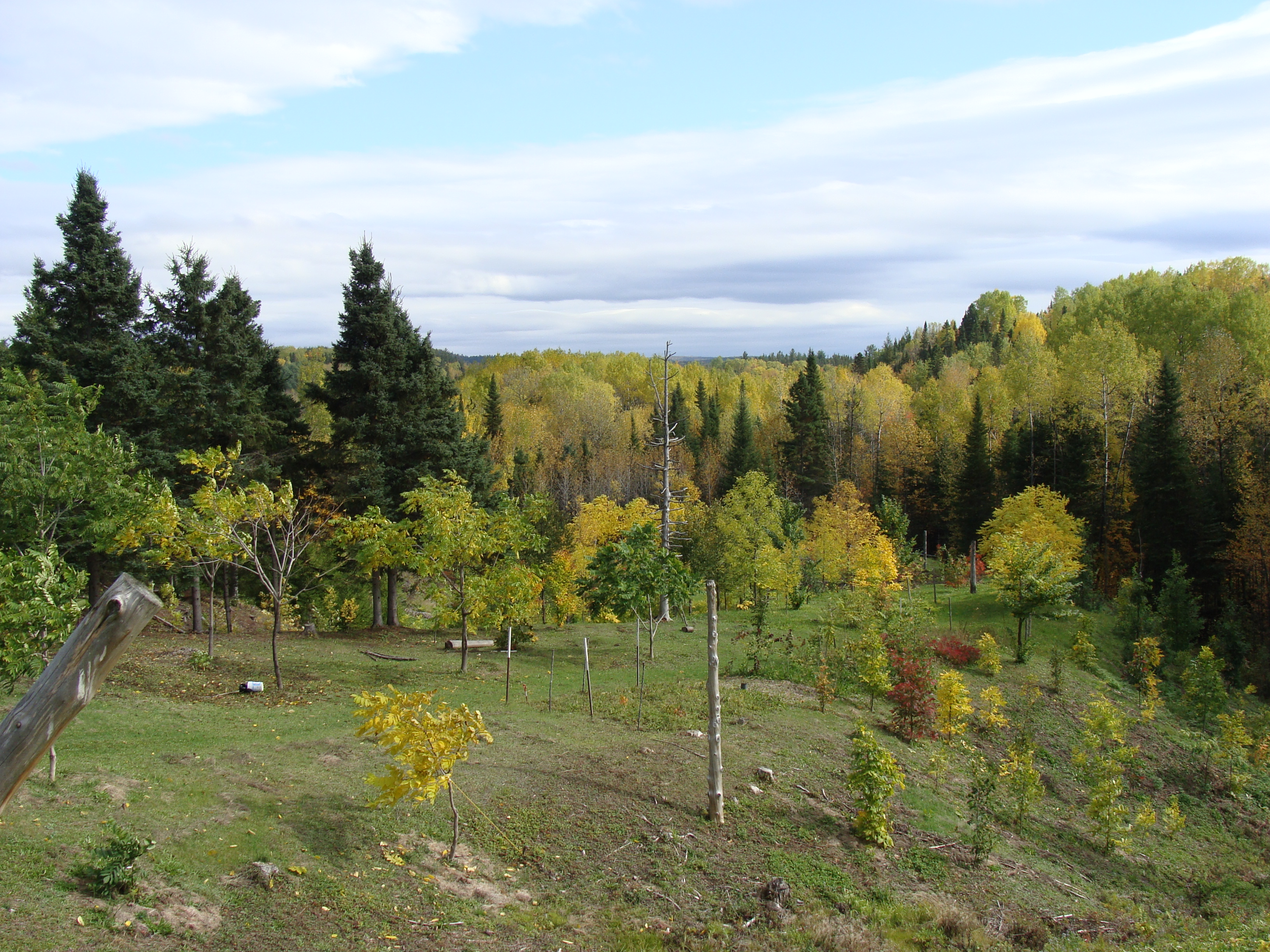
Vue vers l'est de l'arboretum Aux Grands Chicots.

Un citoyen de la municipalité travaillant en foresterie au Cégep de Chicoutimi, Pierre Morissette, a développé un arboretum sur ses terres situées sur le chemin menant au Parc national des Monts-Valin. L'arboretum Aux Grands Chicots est ouvert au public.
Le site contient plus d'une centaine d'essences d'arbres dont certaines ne se retrouvent nulle part ailleurs au Québec.